# Sebastian Freytag
Sebastian Freytag  (* 1978 in Hannover) ist ein deutscher Künstler.

## Leben und Werk
Sebastian Freytag studierte freie Kunst an der Kunstakademie Düsseldorf und Philosophie und Kunstgeschichte an der Heinrich-Heine-Universität Düsseldorf. Er ist Mitbegründer der Künstlergruppe  Konsortium und lebt heute in Köln.

## Einzelausstellungen (Auswahl)
- 2009 Echo, Kunstsammlungen der Ruhr-Universität Bochum
- 2010 Mastercopy, Pori Art Museum, Pori
- 2014: Werkstein, Dortmunder Kunstverein, Dortmund
- 2018 Res Publica Skulpturenmuseum Marl, Marl
- 2019 Triumvirat, Märkisches Museum Witten, Witten
- 2021 Trialog, Kunstverein Ludwigsburg

## Gruppenausstellungen (Auswahl)
- 2006 Capribatterie La Prima, Fondazione Morra, Neapel
- 2006 Licht und Blindheit, Circuit, Lausanne
- 2007 Secondary Structures, KIT/ Kunsthalle, Düsseldorf
- 2008 Vertrautes Terrain, Museum Neue Kunst/ ZKM, Karlsruhe
- 2009 Gold, Sydney College of Art, Sydney
- 2011 I love Aldi, Wilhelm-Hack Museum Ludwigshafen
- 2011 Recollection, Plato Sanat, Istanbul
- 2012 Mapping the landscape, Museum van Bommel van Dam, Venlo
- 2012 Stratégies des espace – sequence, bbb centre d’art, Toulouse
- 2014 Gdánska Galeria Miejska, Gdansk
- 2015 10th Kaunas Bienial, Kaunas
- 2016 engine room, Wellington
- 2016 Justin Art House Museum, Melbourne
- 2018 Bristante Träume, Marta Herford
- 2022 Museum Morsbroich, Leverkusen
- 2022 Sammlung van der Grinten, Schloss Moyland

## Arbeiten im öffentlichen Raum (Auswahl)
- 2011 Change, Wandmalerei, Finanzamt Herne[1]
- 2017 Interaction, Wandmalerei für das Södersjukhuset, Stockholm